# Formula–1 csendes-óceáni nagydíj

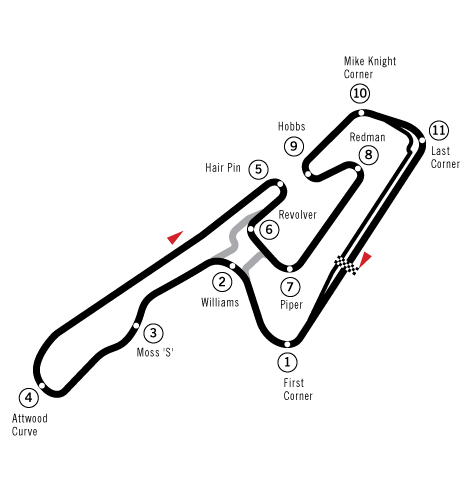
Tanaka International Circuit

A csendes-óceáni nagydíj mindössze kétszer került megrendezésre 1994-ben és 1995-ben. Mindkét versenyt Michael Schumacher nyerte a Benetton színeiben. 1994-ben a második helyről rajtolva tudott győzni, miután az első helyről induló Ayrton Senna Mika Häkkinennel és Nicola Larinivel ütközött.Schumacher 1995-ben a harmadik helyről vághatott neki a viadalnak, a rajt után viszont megelőzte az előle rajtoló David Coulthardot és Damon Hillt. A versenyeket Japánban, Aidában tartották. Később szó volt arról, hogy a szintén japán Suzuka pályára hozzák vissza a csendes-óceáni nagydíjat.
| Év   | Versenyző          | Konstruktőr      | Pálya                        | Riport |
| ---- | ------------------ | ---------------- | ---------------------------- | ------ |
| 1995 | Michael Schumacher | Benetton-Renault | Tanaka International Circuit | Riport |
| 1994 | Michael Schumacher | Benetton-Ford    | Tanaka International Circuit | Riport |